# Sacred Heart Church (Cumbernauld)

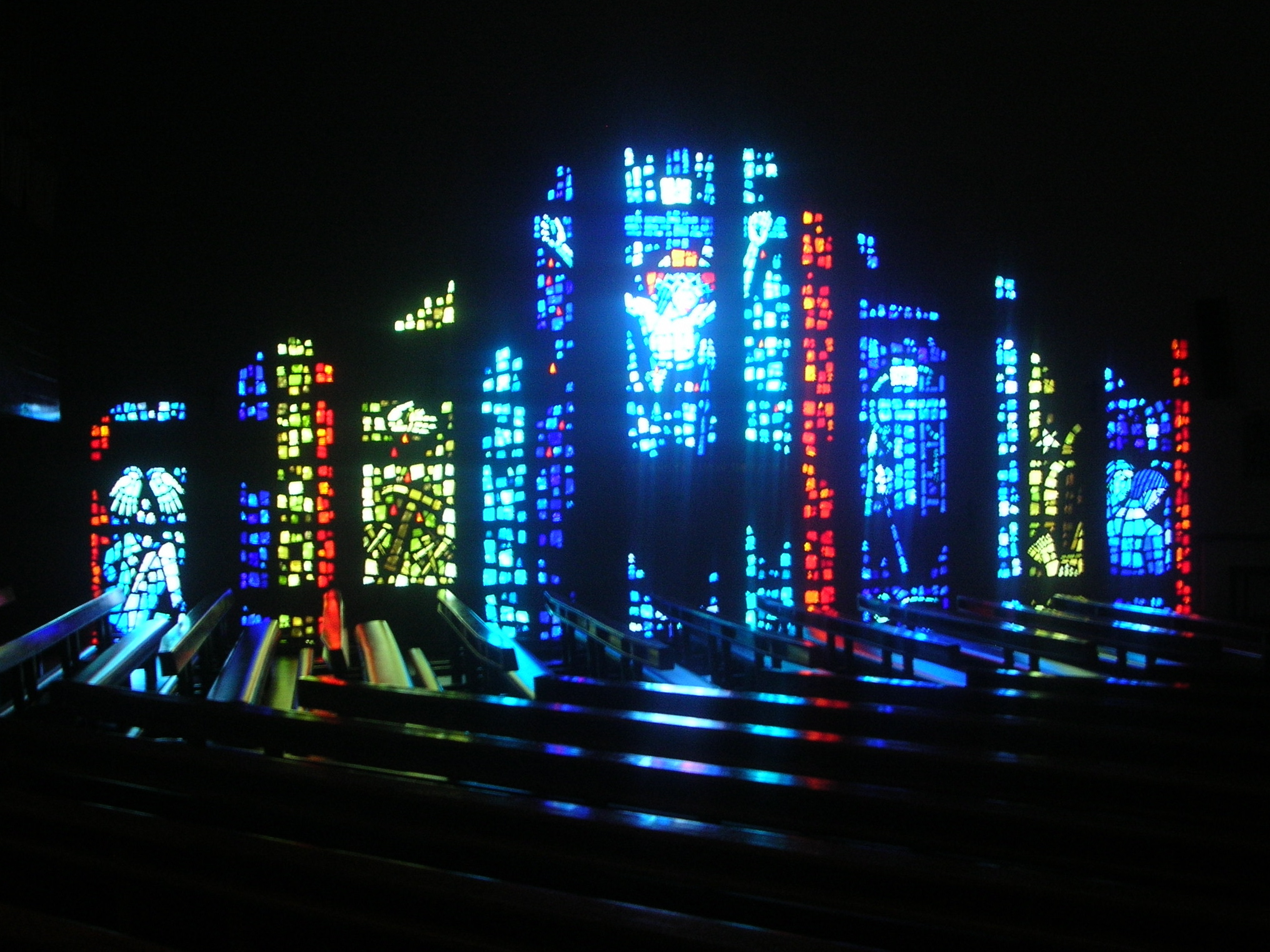
Fensterkunst in der Sacred Heart Church

Die Sacred Heart Church ist ein römisch-katholisches Kirchengebäude in der schottischen Stadt Cumbernauld. Das moderne Gebäude liegt am Ende der Kyle Road im Osten der Stadt. 1994 wurde die Sacred Heart Church in die schottischen Denkmallisten in der höchsten Kategorie A aufgenommen. Die Kirche ist heute noch als solche in Verwendung.

## Beschreibung
Die Sacred Heart Church wurde im Jahre 1964 fertiggestellt. Die Entwürfe stammen von dem renommierten Architekturbüro Gillespie, Kidd & Coia, die auch weitere Gebäude im Erzbistum Glasgow planten, darunter auch das dem Brutalismus zuzurechnende Priesterseminar St Peter’s College in Cardross. Das Gebäude ist in einen leichten Hang hineingebaut und besteht aus Backstein, der verputzt und mit rot-brauner Farbe angestrichen ist. Ursprünglich war die Sacred Heart Church in einem Cremeton gestrichen. Der Eingang befindet sich in einem hervorspringenden Gebäudeteil an der Nordseite. An beiden Seiten sind moderne Glasfenster eingelassen, welche die Kreuzigungsgeschichte darstellen. Sie wurden von der Künstlerin Sadie McLellan gestaltet. Die einzelnen Fensterelemente differieren bezüglich der Höhe und sind durch Pfeiler mit wechselnder Breite voneinander abgetrennt. Das Gebäude schließt mit einem Flachdach. Die beiden südlichen Gebäudekanten sind abgerundet.